# Alexandru Periețeanu
Alexandru Periețeanu (n. 1867 – d. 11 august 1946, București, România) a fost un inginer român, director în mai multe rânduri al Direcției Generale a Căilor Ferate Române și subsecretar de stat la Ministerul Comunicațiilor.

## Biografie
Alexandru Periețeanu a intrat în serviciul căilor ferate în anul 1892, ca „asistent clasa I” în departamentul exterior al „Serviciului de studii și construcțiuni” atașat la „Direcțiunea generală a căilor ferate în exploatațiune”. A urcat treptele instituției, devenind mai întâi subdirector al Serviciului Mișcare, poziție din care, începând din anul 1913, a studiat, proiectat și construit triajele de la Chitila și Ploiești.
În 1909, împreună cu arhitectul-șef al Direcției Generale a Căilor Ferate Române, Victor Ștefănescu, Periețeanu a reluat un proiect lansat în 1890 de inginerul Mihail Romniceanu: construirea unei gări centrale a orașului București. Lucrarea celor doi, finalizată și publicată în mai 1913 și denumită „Proiect pentru Gara Centrală din București”, propunea ca noua gară să fie ridicată aproximativ pe locul actual al clădirii Operei Naționale și să fie construită ca un mare nod feroviar care să intercaleze, la niveluri diferite, pachete de linii către și dinspre toate direcțiile. Peroanele și liniile principale ar fi urmat să fie amplasate la o înălțime de 11 metri deasupra nivelului străzii, facilitând subtraversarea lor de către rețeaua rutieră, iar la nivelul solului urma să se realizeze o așa-numită „piață interioară”, punct terminus pentru tramvaie și loc de acces pentru o gară secundară, rezervată liniilor regionale de centură. În mod revoluționar pentru acea vreme, proiectul lui Periețeanu și Ștefănescu asigura separarea zonelor de plecare și de sosire a trenurilor, respectiv a fluxurilor de călători. Din cauza costurilor ridicate, a izbucnirii celui de-Al Doilea Război Balcanic și a Primului Război Mondial, proiectul gării centrale nu a fost realizat.
În 1914, Alexandru Periețeanu a fost avansat director al Serviciului Mișcare al Direcției Generale a Căilor Ferate Române.
Pe 14/27 august 1916, România a declarat război Austro-Ungariei. După câteva victorii în Transilvania, armata română a suferit o succesiune de înfrângeri, trupele germane au ocupat capitala, iar autoritățile, forțele armate și o parte a populației s-au refugiat în Moldova. În memoriile sale, I.G. Duca nota că, „pe când Rușii se plângeau de căile noastre ferate, noi aveam motive serioase să ne plângem tot mai mult de căile lor ferate. Materialul de război și munițiile pe care Aliații ni le trimiteau, rătăceau cu săptămânile prin Rusia și reclamațiile noastre rămâneau fără răsunet.” Pentru a rezolva problema pe partea română, Dimitrie Greceanu, ministrul Lucrărilor Publice, l-a numit în fruntea Direcției Generale C.F.R. pe inginerul Alexandru Periețeanu, care, cu sprijinul unor ofițeri superiori aliați, a reușit să instaureze ordinea pe calea ferată și a organizat eficient transporturile de muniții în timpul luptelor de la Mărăști și Mărășești, din vara anului 1917.
Periețeanu a ocupat funcția de director general al C.F.R. între 1 februarie 1917 și 1 august 1918, apoi din nou, între 9 noiembrie 1918 și 23 decembrie 1919, mandatul său fiind practic întrerupt de un scurt mandat al inginerului Alexandru Mareș. A fost o perioadă foarte grea și solicitantă din istoria căilor ferate române: în afară de anii războiului, Alexandru Periețeanu a avut de gestionat și situația extrem de complexă creată de mărirea aproape de trei ori a rețelei feroviare românești în urma Conferinței de Pace de la Paris și a tratatelor subsecvente.

### Uniunea Internațională a Căilor Ferate

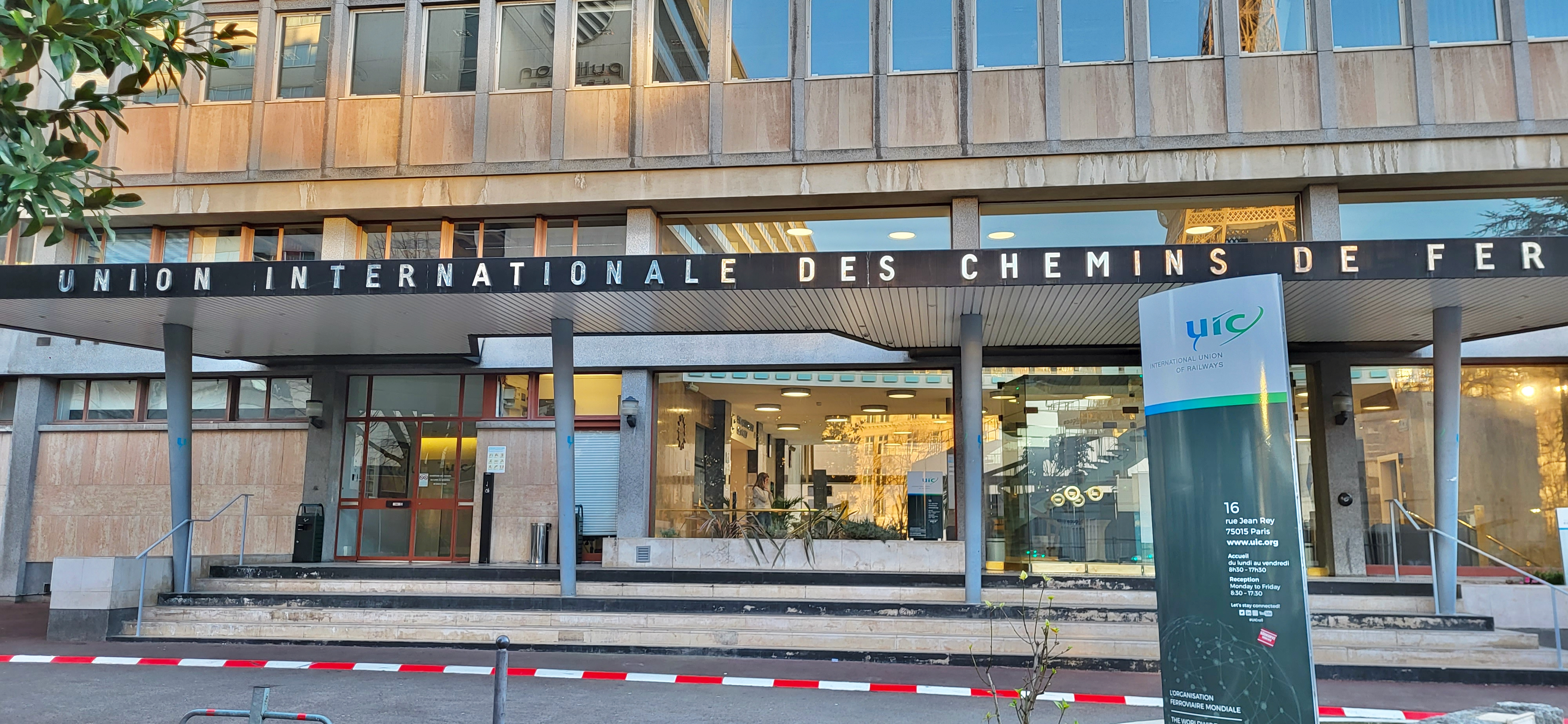
Sediul UIC de la Paris

După război au fost înființate diverse asociații internaționale având ca subiect căile ferate. În octombrie-noiembrie 1921, inginerul Periețeanu a participat din partea României la „Conferința Internațională de la Portorose” (oraș aflat atunci în Italia, azi Portorož, în Slovenia). La conferință au luat parte statele succesoare ale Austro-Ungariei: Austria, Italia, Iugoslavia, România și Ungaria, precum și Imperiul Britanic și Franța. Fiecare din statele succesoare primise teritorii din fostul imperiu dualist și, în consecință, porțiuni din rețeaua feroviară a acestuia. Sarcina participanților la conferință, în așteptarea unei convenții europene, era să stabilească reguli care să fluidizeze transportul internațional de mărfuri și de pasageri între nou-apărutele rețele feroviare. Rolul cel mai important l-a jucat România, care, prin inginerul Periețeanu, a lansat ideea formării unei asociații a căilor ferate europene și a propus ca principiile pentru standardizarea operațiunilor feroviare să fie ratificate la o conferință mai mare, care urma să se desfășoare în scurtă vreme, la Geneva. Periețeanu a susținut ideea și la conferința economică interguvernamentală de la Geneva, din aprilie-mai 1922, iar Conferința de la Paris, din octombrie 1922, la care au participat 27 de state și 46 de rețele feroviare, precum și doi reprezentanți ai Societății Națiunilor, a adoptat propunerea lui Periețeanu și a decis înființarea Uniunii Internaționale a Căilor Ferate (Union internationale des chemins de fer, prescurtată UIC). În anul 1969, UIC număra 36 de membri europeni și alți 14 membri de pe alte continente, iar în 2021, instituția înființată la ideea și prin argumentele lui Alexandru Periețeanu număra 200 de membri din 100 de țări de pe 5 continente. 
De asemenea, tot prin strădaniile inginerului Periețeanu, România a fost printre primele țări care au aderat la Convenția de la Barcelona, din 1921, cu privire la libertatea de tranzit.

### Alte activități
Pe 12 august 1918, la București a fost înființată Asociația Generală a Inginerilor din România (AGIR), care a fost recunoscută „persoană morală și juridică” prin Decretul lege nr. 3800 din 21 decembrie 1918, publicat în Monitorul Oficial al României la 30 decembrie 1918. Președinte al AGIR a fost ales inginerul Gheorghe Balș, iar consiliul de administrație era alcătuit din 9 membri, printre care Alexandru Periețeanu, Constantin Bușilă, Mihail Florescu și Mihail Manoilescu. Periețeanu a făcut parte și din consiliile de administrație ale altor societăți sau companii cu profil ingineresc, spre exemplu „Societatea Generală de Construcțiuni și Lucrări Publice”, alături de Nicolae Vasilescu-Karpen, Aristide și Mauriciu Blank sau Constantin P. Olănescu, cel din urmă și el fost director al C.F.R., în 1883.
În martie 1922, Alexandru Periețeanu a prezentat public primul proiect de autonomie administrativă și financiară a Căilor Ferate Române. Conform proiectului, autonomia administrativă ar fi avut drept scop „punerea la adăpost de fluctuațiile politice, atât a personalului cât și a modului de administrare al averei Statului”. Pentru realizarea acestui scop, inginerul a propus ca felul în care este cheltuit bugetul C.F.R., atât în privința numirilor și avansărilor personalului, cât și în privința contractării lucrărilor și furniturilor, „să se facă de directorul general, asistat de un consiliu de administrație, fără nici un alt amestec al ministrului, decât acela al cenzorilor la societățile particulare”. Cât privește autonomia financiară, aceasta reprezenta o sumă de principii prin care administrația feroviară ar fi ajuns „în situația de a trăi prin propriile ei mijloace”, iar pentru a se obține acest rezultat, „C.F.R. ar avea autonomia unei societăți particulare, fixându-și taxele tarifare așa ca veniturile să acopere toate cheltuelile”, inclusiv cele de exploatare. Conform lui Periețeanu, consiliul de administrație al C.F.R. urma să găsească mijloacele ca instituția să trăiască din propriile ei venituri și să se comporte „ca oricare instituție particulară”, găsindu-și „ușor și la timp capitalul necesar dezvoltărilor ulterioare”.
Cu un bagaj de cunoștințe solid, Alexandru Periețeanu s-a implicat activ și în subiecte care nu aveau legătură directă cu domeniul ingineresc. În ianuarie 1924, spre exemplu, el a prezentat un elaborat punct de vedere în chestiunea monetară, în cadrul unei conferințe desfășurate la Institutul Economic Românesc. El a făcut referire la deprecierea valutară și a susținut că stabilizarea balanței de plăți se poate face printr-un joc inteligent al inflației și deflației, fără să fie neapărat necesar un aport de rezerve de aur.

### Al treilea mandat la C.F.R.
La începutul lunii iunie 1927, guvernul Alexandru Averescu a fost înlocuit cu un guvern de „uniune națională” condus de Barbu Știrbey, care l-a numit pe Alexandru Periețeanu în funcția de subsecretar de stat pentru Căile Ferate Române la Ministerul Comunicațiilor, în fapt director al C.F.R. Subsecretariatul de Stat al Căilor Ferate fusese înființat de Guvernul Averescu, care desființase consiliul de administrație. În acel moment, Periețeanu îndeplinea funcția de inginer inspector general al C.F.R., iar o parte a presei a lăudat readucerea în fruntea companiei feroviare a unui inginer, după mandatul generalului Mihail Ionescu. Ziarul Cuvântul rezuma că, „prin numirea domnului Alexandru Periețeanu conducerea căilor noastre ferate își capătă înfățișarea cu care eram obișnuiți. Știam că în capul acestei instituțiuni trebue să fie un inginer care s’a distins într’o carieră de o viață întreagă in slujba drumului de fer”.
Pe 23 iunie, Periețeanu a condus personal trenul care i-a transportat pe suveranii României de la domeniul regal de la Scroviștea la reședința de vară de la Peleș. Trenul a intrat în gara Sinaia „fix la ora anunțată”.
Guvernul Barbu Știrbey nu a rezistat decât 16 zile, fiind înlocuit cu un guvern condus de Ion I.C. Brătianu. Inițial, Periețeanu a fost menținut subsecretar de stat, însă în luna august guvernul a decis să desființeze Subsecretariatul de Stat al Căilor Ferate și să revină la consiliul de administrație. Deși era de așteptat ca Periețeanu să fie numit președintele noului consiliu de administrație, el a demisionat, motivând că „nici debandada care există la calea ferată nu va putea fi aranjată și nici deficitul de 1 miliard și jumătate împlinit, dacă se va continua amestecul politic în administrația căilor ferate, iar guvernul actual care promisese să lasă o deplină autonomie C.F.R.-ului și-a călcat promisiunea.”

### Activitatea socială, publicistică și administrativă

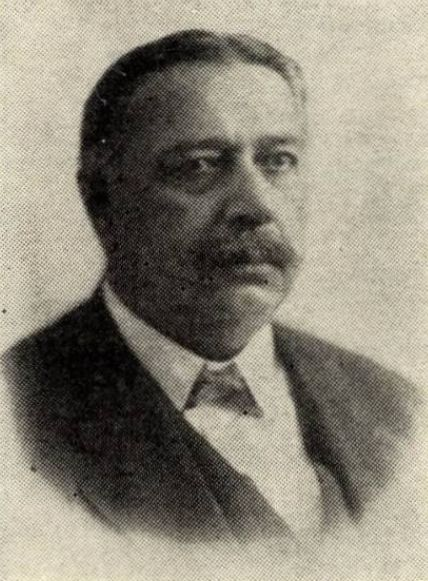
Alexandru Periețeanu

Alexandru Periețeanu a continuat să fie activ în presă, unde a publicat articole și a dat interviuri, a ținut numeroase conferințe pe diverse subiecte, a făcut parte din diverse companii și societăți anonime și a luat parte la viața politică. A fost membru al societății anonime „Cina”, alături de principele Constantin Basarab Brâncoveanu, bancherul grec N.T. Filitis sau Aurel Solacolu, dar și al primei „Societăți trainice de ingineri și tehnicieni români”, prestigioasa Societate Politehnica, al cărei membru a devenit pe 3 decembrie 1895.
În 1928, Periețeanu a analizat în presă cauzele accidentului feroviar de la Recea, explicând lipsa aparatelor de siguranță din stația Recea și criticând „salariile de mizerii, favoritismul și demoralizarea generală” din sistemul feroviar. Un an mai târziu, într-un articol din ziarul Vremea, el a identificat motivele apariției marii crizei economice în România și în Europa, sugerând și soluțiile care ar fi trebuit aplicate pentru însănătoșirea economiei. În mod corect și prescient, Periețeanu a anticipat și durata crizei: „calvarul va fi lung și greu dar însănătoșirea sigură”. În 1930, într-un editorial din același ziar, el a analizat în detaliu situația căilor de comunicație românești, inclusiv printr-o comparație pe provincii istorice, unde starea infrastructurii feroviare diferea substanțial de la caz la caz. A criticat faptul că „s-au îngropat milioane la Teliu, la Chisman spre a obține crâmpeie de linii inutilisabile, pe când se lăsa în părăsire alte linii începute cari mâncaseră deja milioane, ca Tecuci-Făurei, lucrare jumătate executată care se irosește”.
În 1932, Periețeanu a comentat negativ activitatea fostului director al C.F.R., generalul Mihail Ionescu. El a amintit că timpul i-a dreptate într-o critică mai veche: „acest om care și-a înscris singur numele pe frontispiciul unei stații ca să fie exemplu urmașilor nu-și va îndeplini menirea, ba încă va contribui prin actele sale de favoritism și persecuțiune să dărâme și bruma de simțire morală ce mai rămăsese la căile ferate”.
În 1934, Alexandru Periețeanu a ținut o serie de conferințe în țară și străinătate. La Sala Dalles, el a vorbit despre „Problema agrară și criza mondială”. O conferință intitulată „Criza agrară”, ținută în luna ianuarie la Paris, în prezența istoricului Jules Gauthier, a economistului Charles Rist, a avocatului Grigore Filipescu, a scriitorului René Benjamin și a altor personalități a fost comentată elogios în principalele ziare pariziene. Periețeanu a conferențiat apoi la Geneva.
Alexandru Periețeanu a fost, alături de Ernest Ballif, Nicolae Malaxa, Tancred Constantinescu, Constantin Argetoianu, Alexandru Lapedatu, Eduard Mirto și alții, membru în consiliul de administrație al celei mai mari societăți interbelice din domeniul siderurgiei și metalurgiei, „Uzinele de Fier și Domeniile din Reșița”, înființată în 1920. De asemenea, a făcut parte din consiliul de administrație al Industriei de Optică Română (I.O.R.).
Una din cele mai semnificative acțiuni ale lui Alexandru Periețeanu ține tot de domeniul ingineresc. Pe 29 martie 1935, după ce a constatat că „mai mult de jumătate din științe nu sunt reprezentate în Academia Română” și concluzionând că „Academia Română, singură, nu poate să îndeplinească toate cerințele culturii științifice moderne”, un grup de 26 de oameni de știință a înființat Academia de Științe din România. Academia a fost împărțită în 10 secții, fiecare cu specialitatea ei, și a atras imediat noi membri. Alexandru Periețeanu a fost inclus între cei 8 membri titulari al secției 10, „Tehnică (Geniu civil)”, alături de Emil Miclescu, Dimitrie Leonida sau Constantin Teodorescu.
În 1936, împreună cu inginerii Constantin Orghidan, Carol Reschowsky, Dan Periețeanu și Sever Boldur-Voinescu, respectiv avocații Constantin Dragomireanu și Alexandru V. Periețeanu-Buzău, fostul director al C.F.R. a înființat societatea „CARPORIZ”, având ca obiect de activitate industria și comerțul materialelor de construcție. Societatea a fost lichidată apoi în 1945.
În 1943, consiliul de administrație al societății „Record”, care activa în domeniul industriei textile, l-a numit director pe Alexandru Periețeanu, împreună cu Dumitru I. Marosin. În 1944, inginerul a publicat un foileton în mai multe numere din ziarul Timpul, intitulat „Problema agrară”, în care a analizat problemele și soluțiile pentru dezvoltarea agriculturii românești.

### Activitatea politică
Alexandru Periețeanu a fost membru al Partidul Naționalist al Poporului (PNP), condus de Nicolae Iorga și avându-i printre fruntași pe Constantin Argetoianu. În 1925, PNP a fuzionat cu Partidul Național al lui Iuliu Maniu, păstrându-se numele acestuia din urmă. În 1926, în timp ce Maniu și Ion Mihalache discutau despre fuziunea dintre Partidul Național și Partidul Țărănesc, Iorga și Argetoianu l-au avertizat pe Maniu împotriva unei fuziuni pripite, solicitând amânarea acesteia. Împreună cu Nicolae Lahovary, generalul Mihail Aslan și alții, Alexandru Periețeanu s-a raliat poziției lui Iorga și Argetoianu. Totuși, negocierile dintre cele două partide au mers mai departe, iar Maniu și Ion Mihalache au semnat un acord de fuziune în septembrie 1926. Nemulțumiți, Iorga, Argetoianu și apropiații lor, printre care și Periețeanu, au demisionat din partid.
În iunie 1929, Grigore Filipescu, Nicolae Miclescu, Alexandru Periețeanu, Henric Oteteleșeanu și alții, au înființat Liga Vlad Țepeș, un partid cu program politic și orientare conservatoare, iar Alexandru Periețeanu a fost însărcinat cu elaborarea doctrinei economice a acestuia. În 1931, Liga Vlad Țepeș a participat la alegerile generale în cadrul unui cartel electoral denumit „Uniunea Națională”, din care mai făceau parte alte partide conservatoare, naționaliste sau formațiuni mai mici. Periețeanu a deschis lista „Uniunii Naționale” de la județul Olt și a fost ales deputat în Parlamentul României. Lista condusă de Periețeanu a primit 77,66% din voturile exprimate.
La 10 martie 1932, Liga Vlad Țepeș s-a transformat în Partidul Conservator-Grigore Filipescu, o formațiune politică fără legătură cu fostul Partid Conservator. Alexandru Periețeanu a continuat să militeze în cadrul acestuia, apelând public la ceferiști să îi voteze candidații și fiind din nou propus pe o listă pentru Camera Deputaților în cadrul alegerile generale din 1932, de data aceasta în județul Ilfov.

### Deces
Inginerul Alexandru Periețeanu a încetat din viață pe 11 august 1941, „după o lungă și grea suferință”, conform necrologului publicat de familia îndoliată. Trupul fostului director al C.F.R. a fost depus la capela cimitirului Bellu, unde a fost înmormântat pe 13 august 1941. La înmormântare au fost prezenți numeroși prieteni ai defunctului și alte personalități, iar panegiricul a fost rostit de inspectorul general al C.F.R., inginerul Mihail M. Cosminschi.

## Distincții
În 1908, în timp ce era impiegat de mișcare la C.F.R., Alexandru Periețeanu a fost decorat cu medalia de Ofițer al Ordinului Național „Serviciul Civil”.
Pentru activitatea din fruntea C.F.R. în timpul Primului Război Mondial, Periețeanu a fost distins cu Legiunea de onoare.